# Agniolophia
Agniolophia – rodzaj chrząszczy z rodziny kózkowatych i podrodziny zgrzypikowych. 

## Zasięg występowania
Przedstawiciele tego rodzaju występują na Półwyspie Malajskim oraz wyspie Guam.

## Systematyka
Do Agniolophia należą 2 gatunki:
- Agniolophia schurmanni
- Agniolophia trivittata